# Orange City (Floryda)
Orange City – miasto w Stanach Zjednoczonych, w stanie Floryda, w hrabstwie Volusia.